# Kraftisried

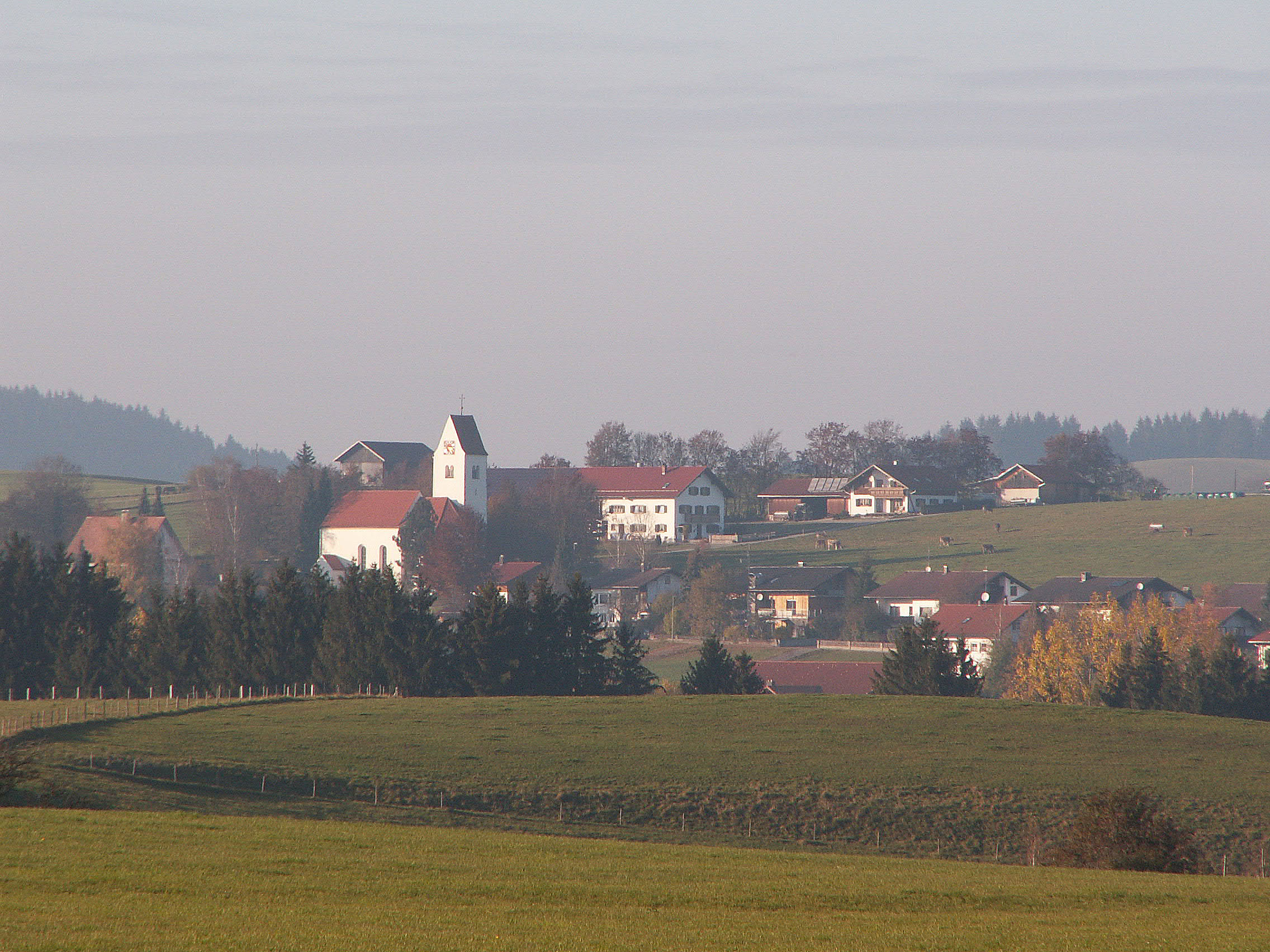
Kraftisried von Südosten

Kraftisried ist eine Gemeinde im schwäbischen Landkreis Ostallgäu.

## Geografie
Kraftisried liegt in der Region Allgäu. Die Gemeinde liegt zwischen 788 m ü. NHN (Reichenbach) und 915 m ü. NHN (südlicher Haarberg) hoch.
Es gibt 10 Gemeindeteile (in Klammern ist der Siedlungstyp angegeben):
- Berleberg (Weiler)
- Kraftisried (Kirchdorf)
- Luitzenmühle (Einöde)
- Raiggers (Weiler)
- Schweinlang (Dorf)
- Unterhalden (Einöde)
- Vogelwirth (Einöde)
- Wangenhalde (Einöde)
- Weitenauer (Einöde)
- Westerried (Weiler)

Es gibt nur die Gemarkung Kraftisried.

## Geschichte

### Bis zur Gemeindegründung
Kraftisried gehörte zum Fürststift Kempten. Seit dem Reichsdeputationshauptschluss von 1803 gehört der Ort zu Bayern.
Kraftisried ist wohl eine Gründung der karolingischen Rodungsperiode durch den fränkischen Reichshof Thingau, der durch König Otto den Großen am 18. Januar 943 an das Kloster Kempten übereignet wurde. Ein Reutmeister namens Kraft wurde beauftragt das Land westlich von Thingau urbar zu machen. Daraus lässt sich der Name des Ortes ableiten (Ried = Rodung, „Rodung des Kraft“).
Später beteiligte sich an der Rodung auch das Hochstift Augsburg. Deshalb war der Ort in zwei Hauptmannschaften aufgeteilt. Zum einen in die Stiftkemptische, verwaltet durch das Pflegamt Thingau, zum anderen in die Hochstift Augsburg bischöfliche, verwaltet durch das Pflegamt Oberdorf. Dieser Zustand hielt sich bis zur Säkularisation durch den bayerischen Staat im Jahr 1803. In einer Klosterurkunde des Stiftes Kempten vom Jahr 1357 wurde Kraftisried erstmals schriftlich erwähnt.
Im Mittelalter waren fünf Viertelgüter und mehrere einzelne Grundstücke, insgesamt etwa zwei Hofgüter ausmachend, Lehen der Herrschaft Kemnat. Zu der kemptisch lehenbaren Herrschaft Kipfenberg gehörten die Mühle und zwei Höfe, dazu die Kohlhütte. Die Güter der beiden Herrschaften erwarb im Laufe des 16. Jahrhunderts das Fürststift Kempten. Allmählich entwickelte sich die Siedlung zu einem Haufendorf. Im Jahr 1525 zählte man 30 Häuser. Bei der Vereinödung im Jahr 1804, wurden 27 Kemptische und 28 Bischöfliche Güter mit Haus genannt. 1809 waren es 58 Wohnhäuser. Seit 1818 ist Kraftisried eine selbständige Gemeinde.

### Einwohnerentwicklung
- 1970: 627 Einwohner
- 1987: 722 Einwohner
- 1991: 750 Einwohner
- 1995: 787 Einwohner
- 2000: 771 Einwohner
- 2005: 762 Einwohner
- 2010: 745 Einwohner
- 2015: 764 Einwohner
- 2020: 860 Einwohner

Zwischen 1988 und 2018 wuchs die Gemeinde von 731 auf 807 um 76 Einwohner bzw. um 10,4 %.

## Politik

### Gemeinderat
Bei der Gemeinderatswahl 2020 kandidierte für die sechs Sitze ausschließlich die Wahlgemeinschaft aller Berufsstände.

### Bürgermeister
Erster Bürgermeister ist Michael Abel (Wahlgemeinschaft aller Berufsstände). Dessen Vorgängerin war seit 2008 Jutta Breitenmoser (Wahlgemeinschaft aller Berufsstände). Als zweiter Bürgermeister fungiert Bernhard Bader, dritte Bürgermeisterin ist Iris Plonski.

### Verwaltung
Die Gemeinde ist Mitglied der Verwaltungsgemeinschaft Unterthingau.

### Wappen
| Wappen von Kraftisried | Blasonierung: „In Rot ein schreitender, goldbewehrter silberner Greif.“ |
| Wappen von Kraftisried | Wappenbegründung: Die Gemeinde übernahm das Wappen der Bürgerfamilie Schweithart aus Kaufbeuren. Ulrich von Schweithart wurde 1451 mit den Kipfenberger Gütern belehnt. Er verlegte den Sitz der Herrschaft von der verfallenen Burg Kipfenberg auf das kleine Schloss in Westerried, das zur Gemeinde Kraftisried gehört. Die Herrschaft blieb über mehrere Generationen in den Händen der Familie Schweithart. Sie führte in ihrem Wappen einen schreitenden Greif. Da die Farben nicht überliefert sind, wählte man für das Gemeindewappen die Farben Rot und Silber, die sowohl an die einstige Abtei Ottobeuren als auch an das Hochstift Augsburg erinnern. Beide geistlichen Herrschaften hatten eine enge Beziehung zum Gemeindegebiet. Dieses Wappen wird seit 1952 geführt. |

## Wirtschaft einschließlich Land- und Forstwirtschaft / Infrastruktur
Überregional bekannt ist Kraftisried aufgrund der Tierkörperbeseitigungsanstalt TBA-Kraftisried, die Großtiere wie Kühe, Pferde, Esel usw. auch abholt. 1998 gab im Bereich der Land- und Forstwirtschaft 24, im produzierenden Gewerbe 233 und im Bereich Handel und Verkehr 55 sozialversicherungspflichtig Beschäftigte am Arbeitsort. In sonstigen Wirtschaftsbereichen waren am Arbeitsort 244 Personen sozialversicherungspflichtig beschäftigt. Sozialversicherungspflichtig Beschäftigte am Wohnort gab es 1346. Im verarbeitenden Gewerbe (sowie Bergbau und Gewinnung von Steinen und Erden) gab es keine, im Bauhauptgewerbe neun Betriebe. Zudem bestanden im Jahr 1999 63 landwirtschaftliche Betriebe mit einer landwirtschaftlich genutzten Fläche von 1467 ha. Davon waren 1055 ha Ackerfläche.

### Wasserversorgung
Die Gemeinde betreibt einen Brunnen im Tal der Kirnach nördlich von Unterthingau, mit dem auch der größere Nachbarort Unterthingau versorgt wird.

## Bilder

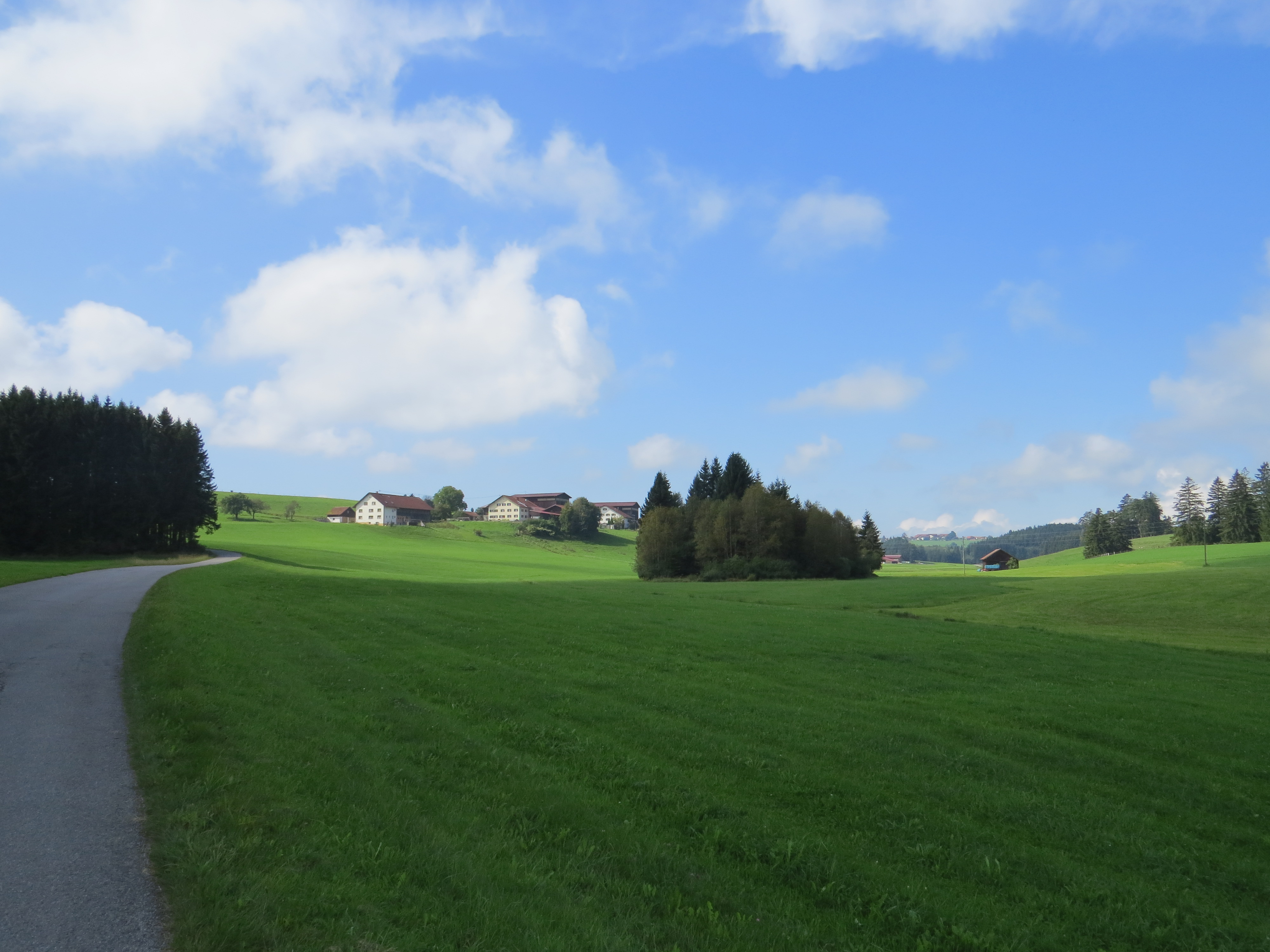
Berleberg von Nordosten
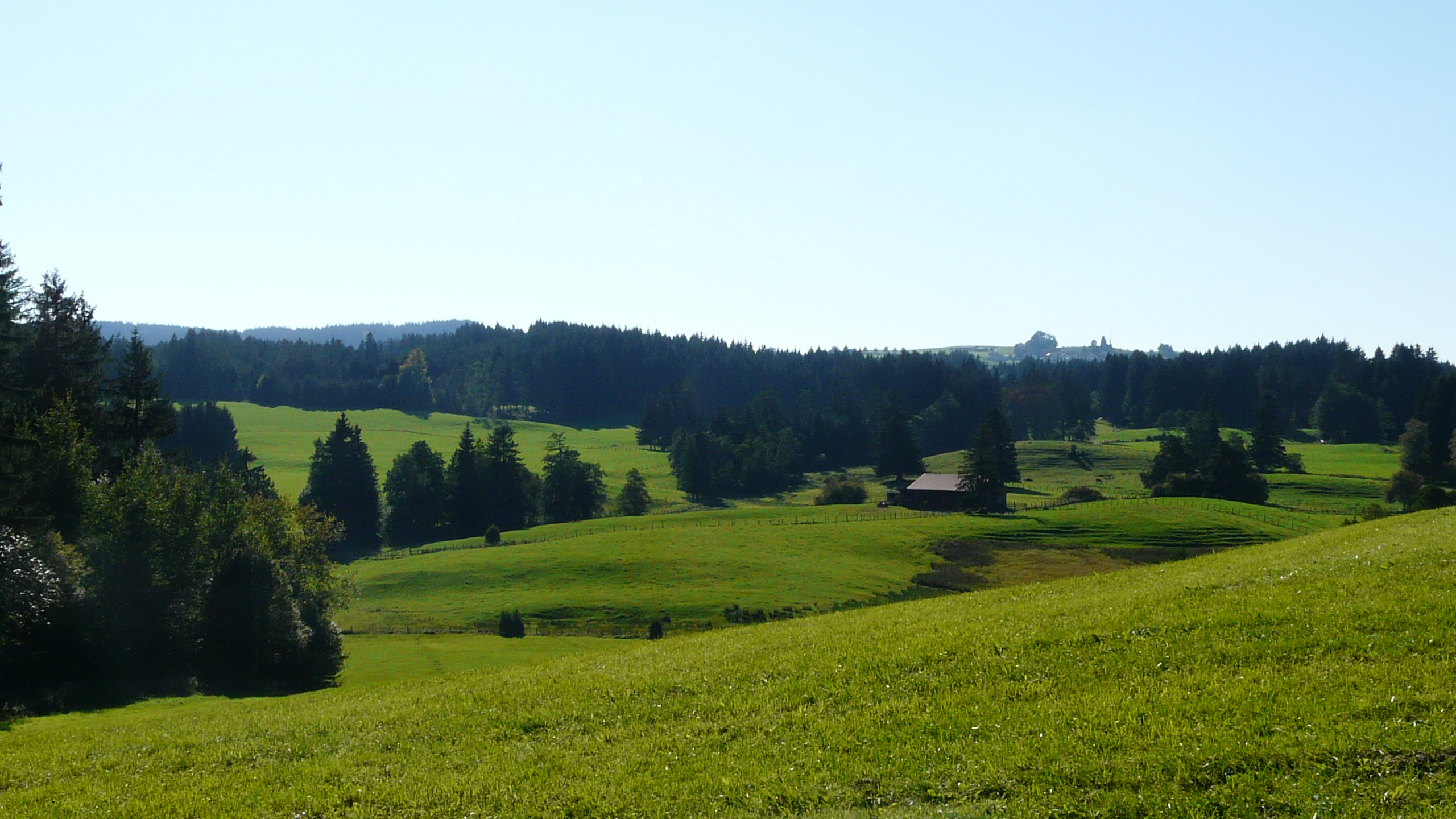
Kempter Wald bei Berleberg
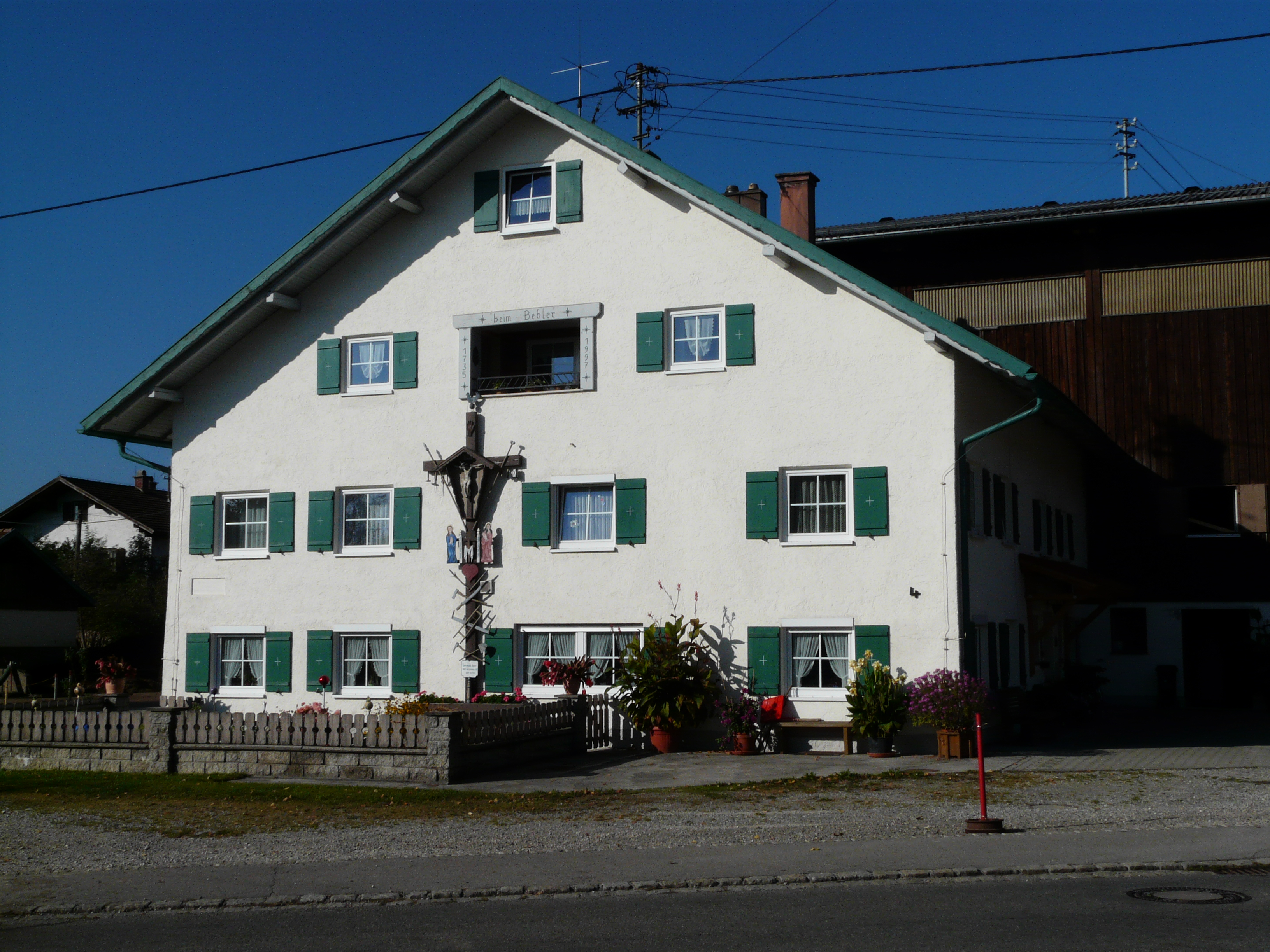
Bauernhof mit Arma-Christi-Kreuz
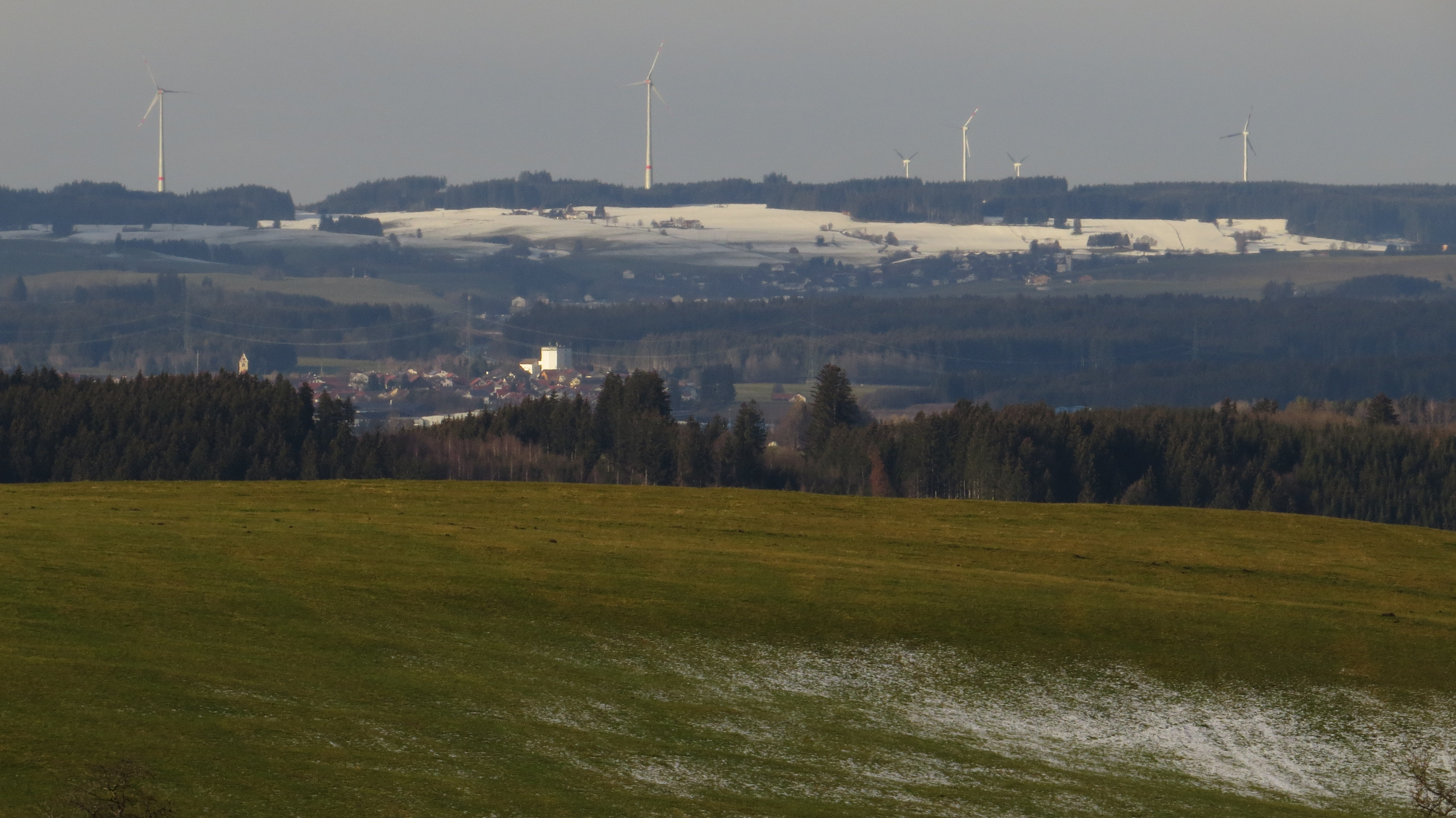
Kraftisried mit Haarberg (915 m)
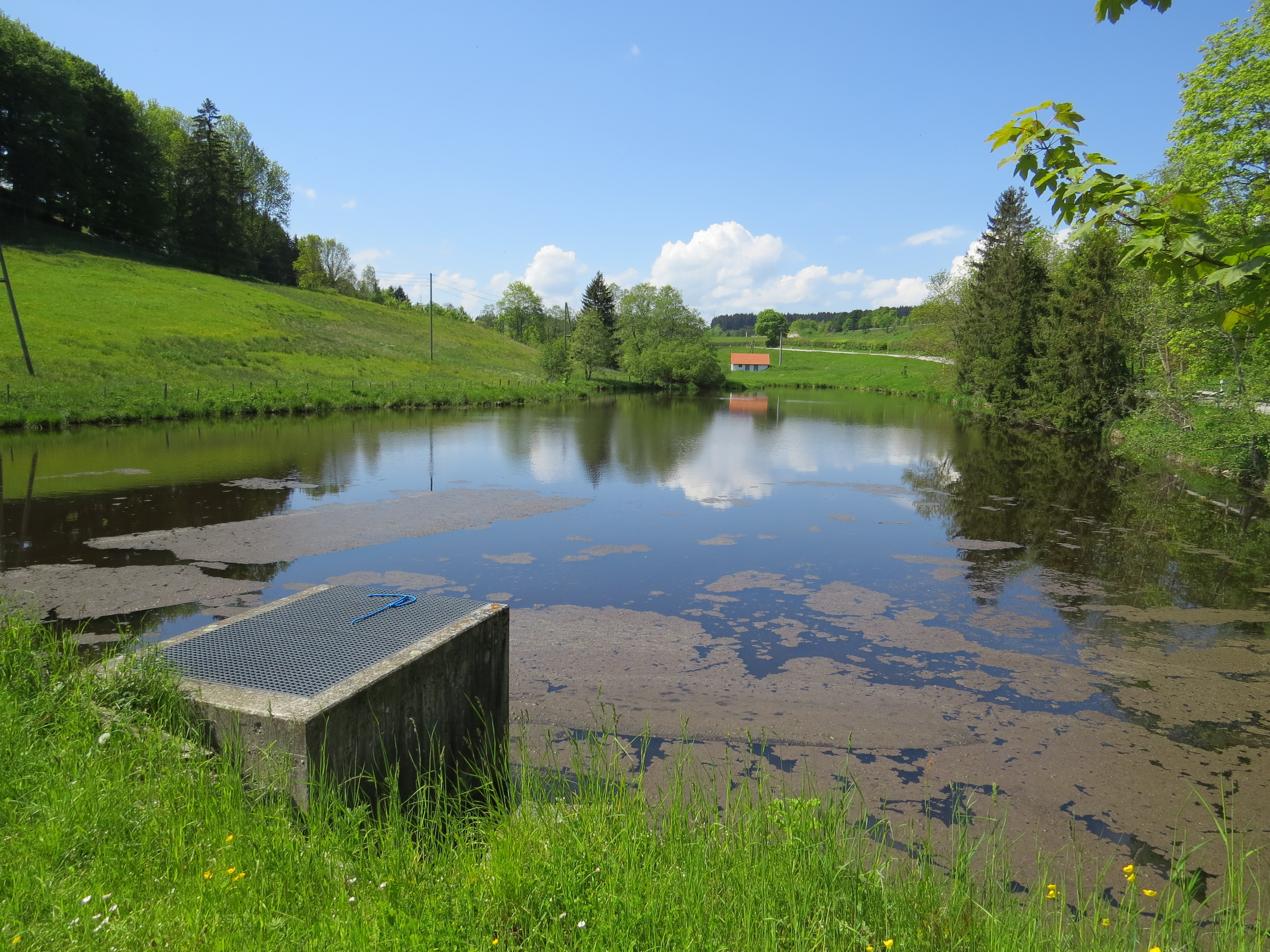
Luitzenmühle – Oberer Teich
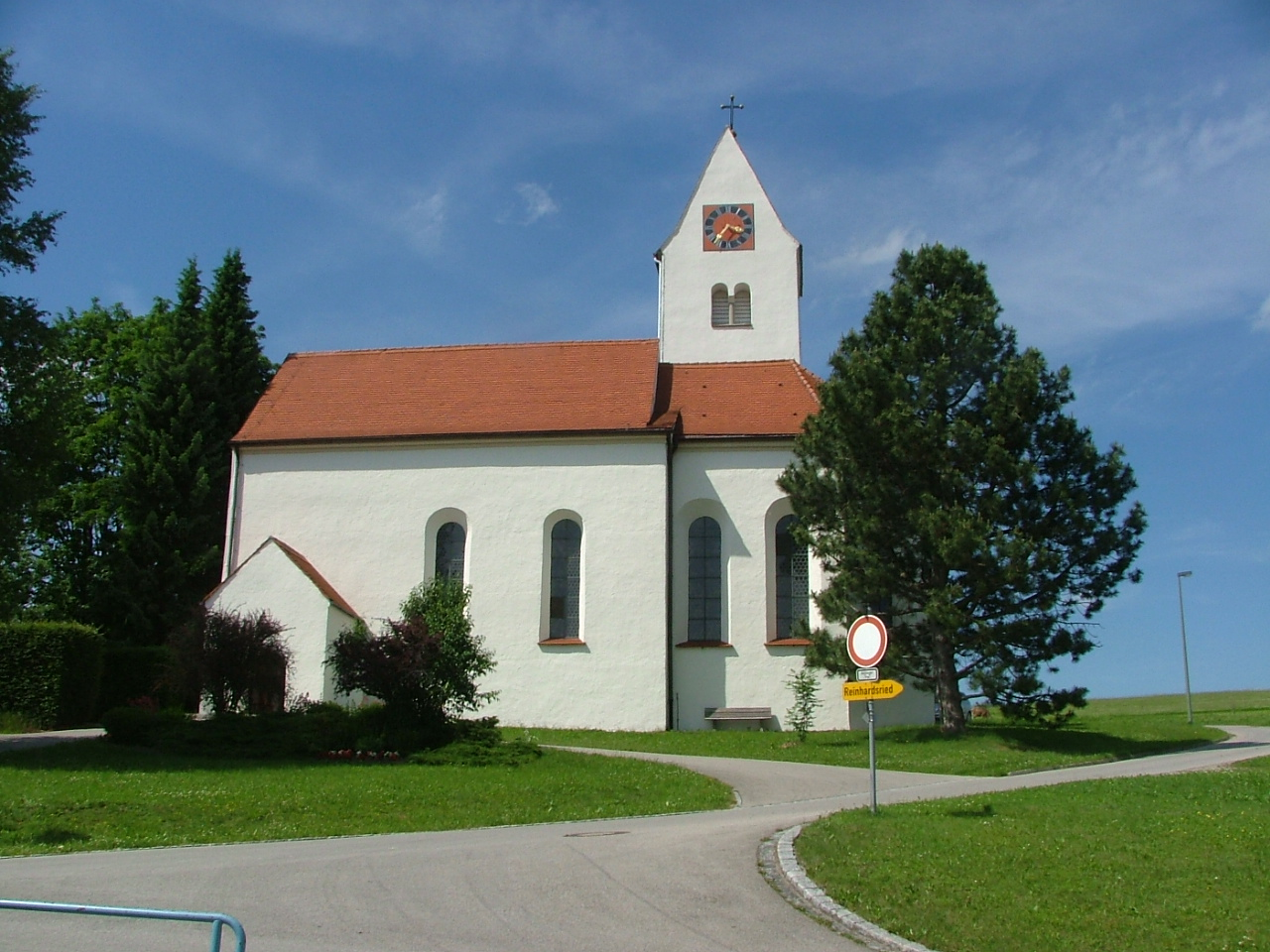
Pfarrkirche
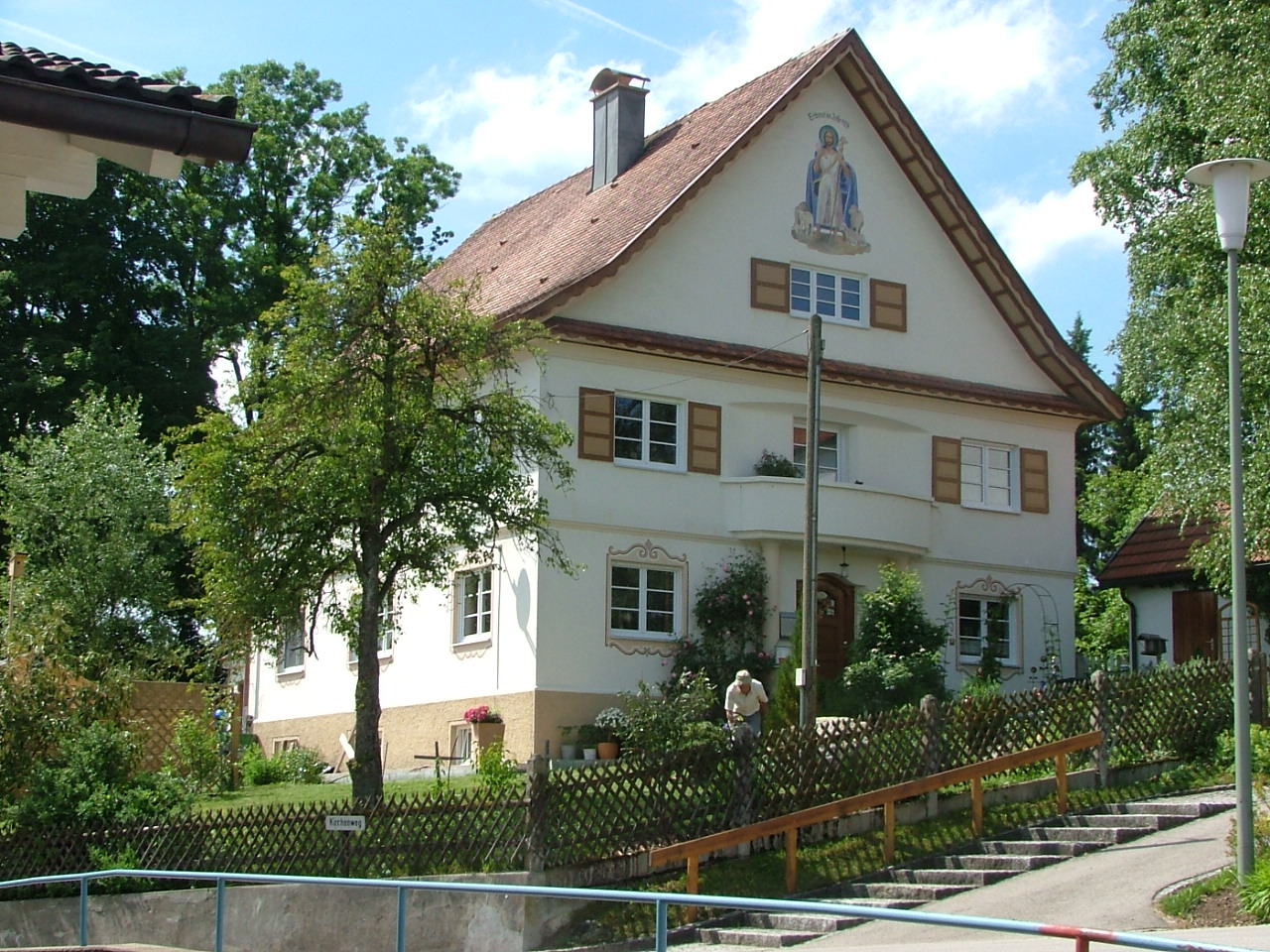
Pfarrhof
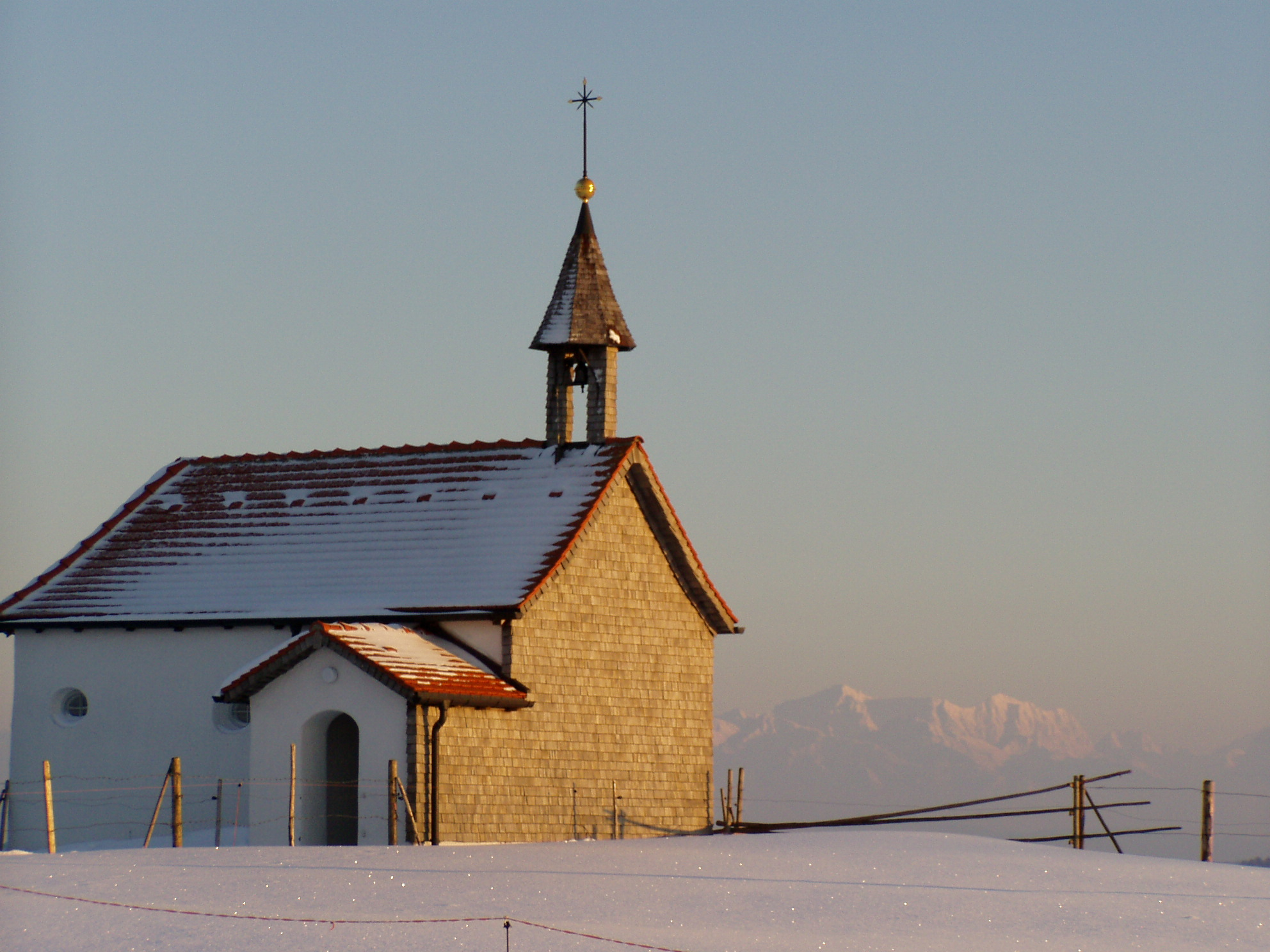
Kapelle von Raiggers mit Zugspitze
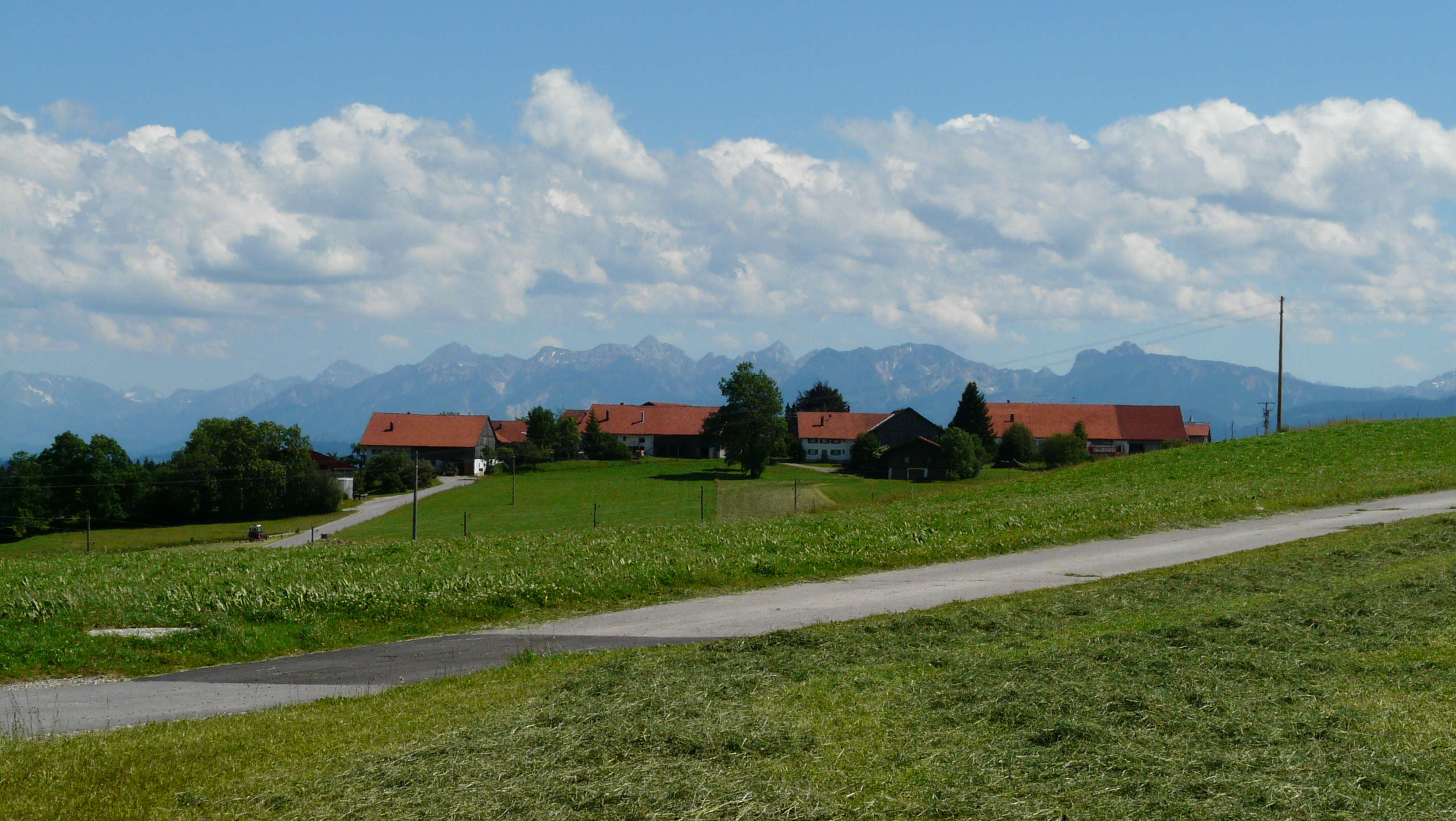
Raiggers von Norden
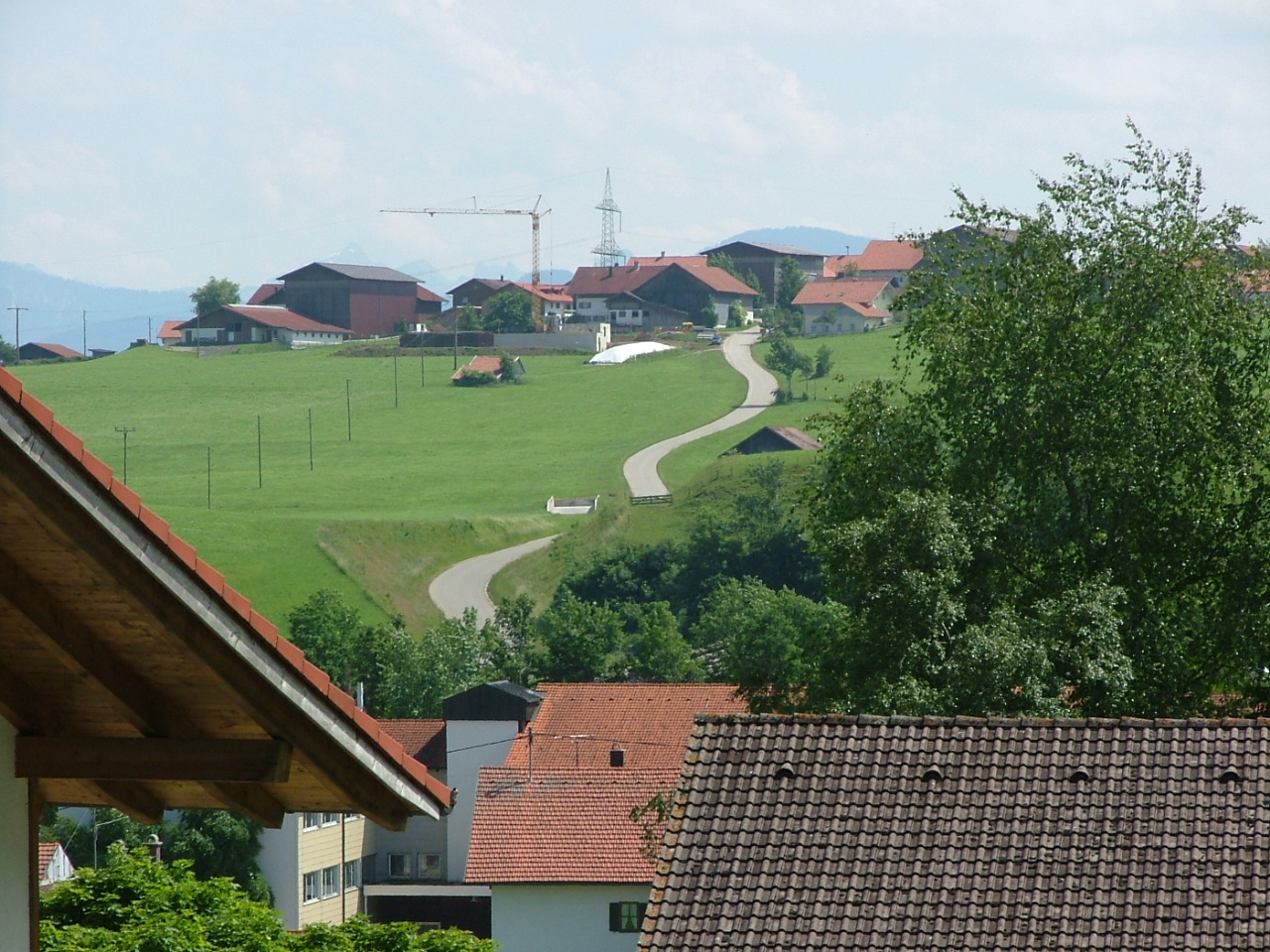
Nach Schweinlang
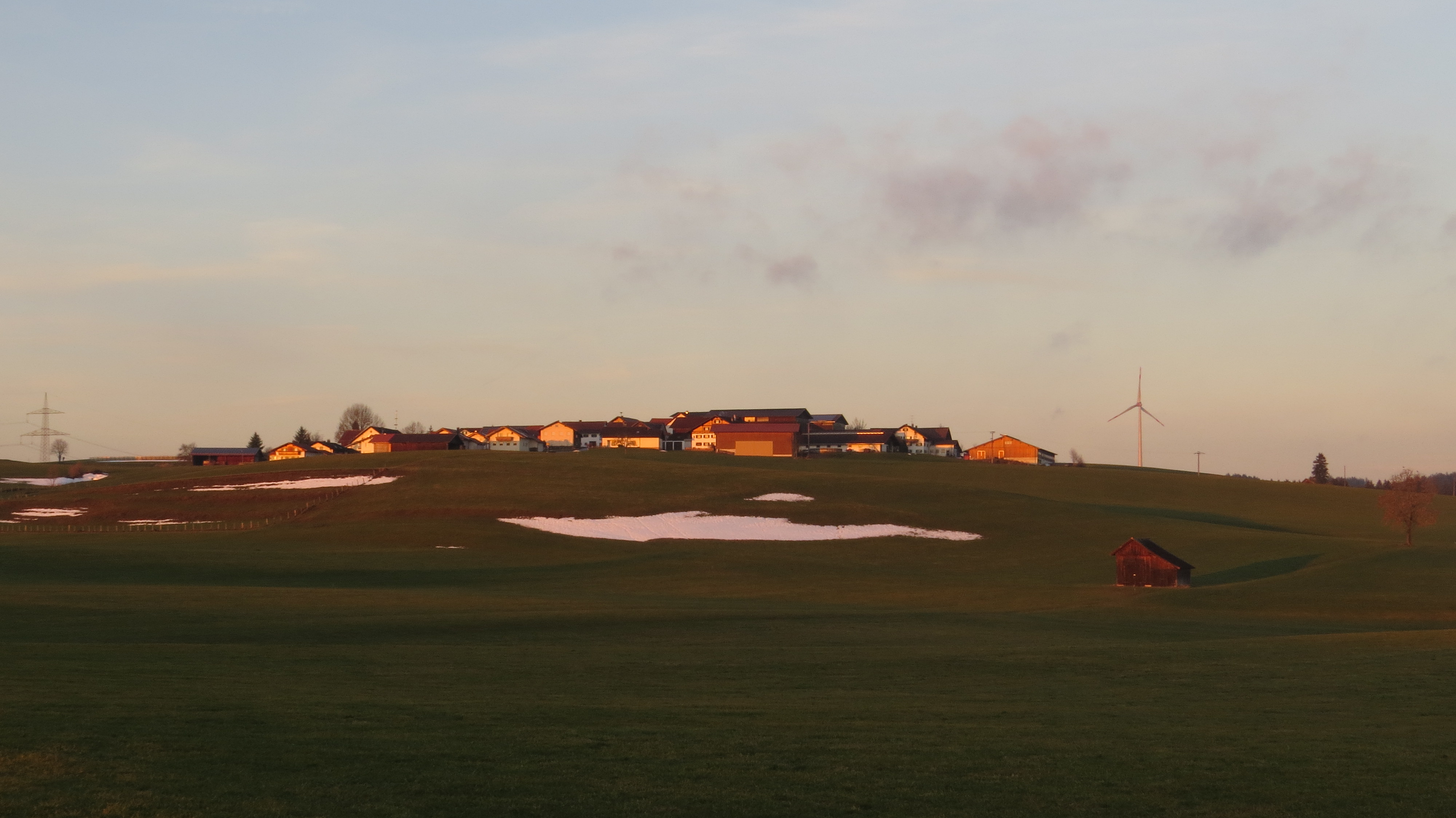
Schweinlang von Osten
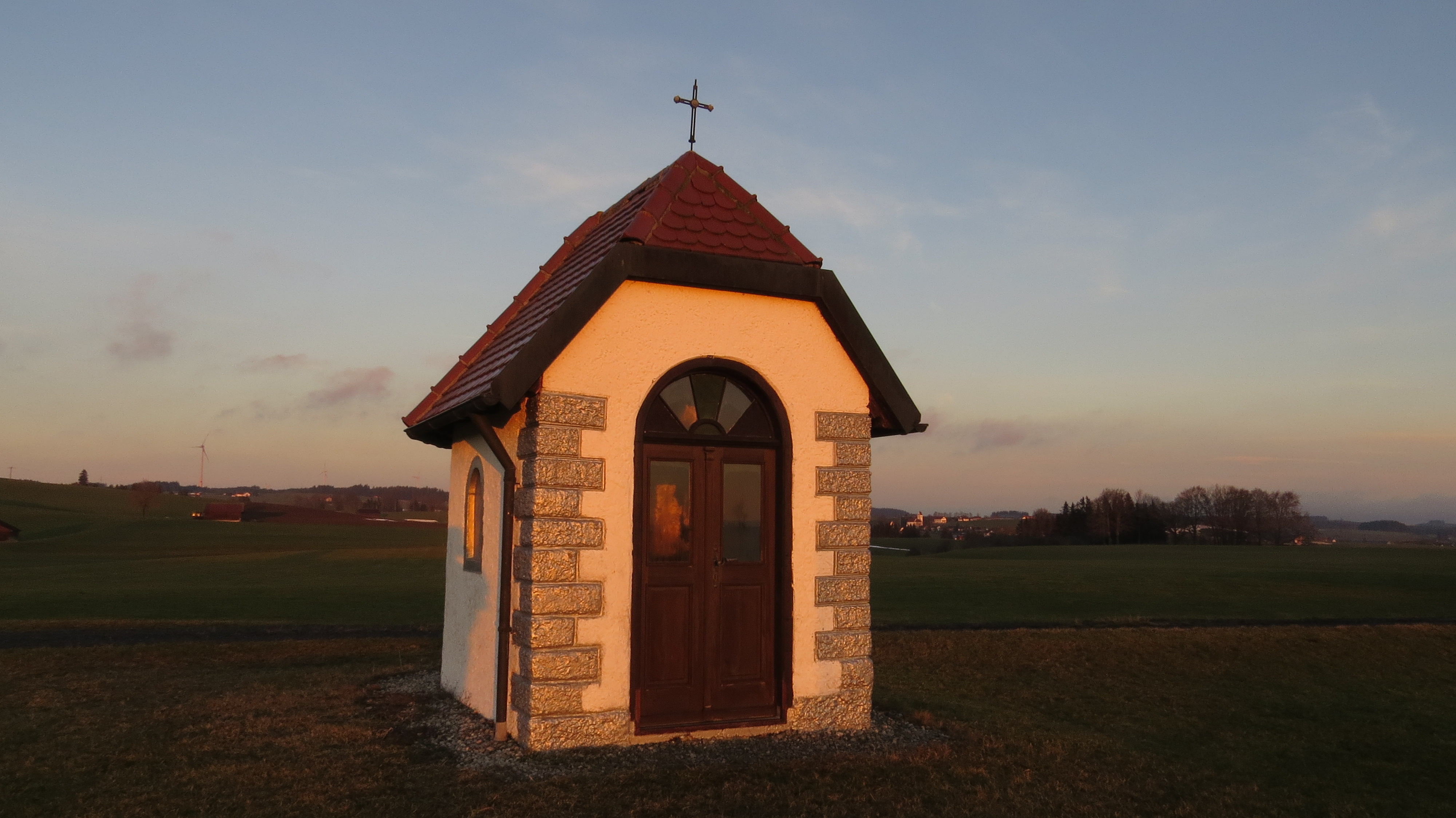
Kapelle bei Schweinlang